# خورخي فرانكو
خورخي فرانكو هو مبارز بالسيف برتغالي، ولد في 17 سبتمبر 1923 في Graça ‏ في البرازيل، وتوفي في 26 أغسطس 1989.

## وصلات خارجية
- خورخي فرانكو على موقع أوليمبيديا (الإنجليزية)